# Неф, Джон
Джон Ульрих Неф (англ. John Ulric Nef, 14 июня 1862, Херизау — 13 августа 1915, Калифорния) — американский химик-органик швейцарского происхождения. Основные труды в области органического синтеза. Открыл реакцию образования альдегидов и кетонов, названную его именем, а также реакцию получения ацетиленовых спиртов.

## Биография

### Молодые годы
Джон Ульрих Неф родился 14 июня 1862 года в городе Херисо в Швейцарии. В 1866 году он, вместе с семьёй, переехал в Хаусотоник, штат Массачусетс. Изначально Джон посещал школу в Хаусотонике, но через год отец перевёл его в школу Грейт Баррингтона, чтобы сын получил хорошее образование. Джон учился там в течение восьми лет, с 1869 по 1877 год.
Когда Джону Ульриху исполнилось шестнадцать лет, было решено, что он должен пойти в колледж, предпочтительно в Гарвард. Поэтому он провёл два года в подготовительной школе при Нью-Йоркском колледже. В 1880 году Неф поступил в Гарвардский университет. Изначально он планировал стать врачом, но увлекся химией. На первом курсе его избрали в студенческий орден Phi Beta Kappa. На старших курсах он был награждён стипендией Киркленда, что позволило ему пройти обучение в Европе с 1884 по 1887 год.
В 1886 году в Мюнхене Неф получил диплом с отличием. Исследования для диплома он выполнял под руководством Байера и написал работу « О Бензохинонкарбоновых кислотах». Впоследствии Джон Ульрих заинтересовался проблемами таутомерии — явления, которое впервые открыл Байер, и остался в лаборатории в Мюнхене ещё на год.

### Дальнейшая карьера
В 1887 году Неф принял назначение в университет Пердью, Лафайетт, штат Индиана. Он погрузился в период интенсивной научно-исследовательской деятельности, в результате чего опубликовал три статьи в Американском химическом журнале, одна из которых была переиздана на немецком языке в Liebigs Annalen. В 1889 году Нефу подписал трёхлетний контракт на место помощника профессора химии в Университете Кларка, Вустер, штат Массачусетс. После отставки профессора Артура Михаила в апреле 1892 года, Неф был назначен руководителем химической лаборатории. В 1891 году в университете возникли сложности с финансированием и через год восемь ведущих преподавателей подали в отставку. В их числе были Дж. У. Неф, адъюнкт-профессор химии. В этом же году Нефа пригласили в новый университет Чикаго, который спонсировал Джон Д. Рокфеллер. С 1 октября 1892 года Джон Ульрих был назначен на должность профессора химии, которую занимал в течение всей жизни.
Научные организации, членом которых являлся Джон Ульрих Неф:
* Американское химическое общество (1885)
* Немецкое химическое общество (1885)
* Американская ассоциация содействия развитию науки (секретарь, раздел C, 1893)
* Чикагская Академия наук (1893)
* Национальный Институт социальных наук, Нью-Йорк (1914)
* Американская академия искусств и наук (1891)
* Королевское научное общество в Упсале (1903)
* Национальная академия наук (1904)

### Педагогическая деятельность
Неф прививал своим студентам любовь к исследованиям и упорной работе, аккуратность и методичность в проведении экспериментов. Дж. У. Неф способствовал созданию в американских университетах должности ассистента профессора химии для сотрудников, защитивших докторскую диссертацию. Впервые ассистентом профессора был назначен доктор В. Папке, студент Виктора Майера (университет Кларка). За время своей преподавательской деятельности Неф подготовил 25 кандидатов наук.

## Научная деятельность

### Первые работы
Исследовательская деятельность Джона Ульриха Нефа началась с дипломной работы «О Бензохинонкарбоновых кислотах», выполненной под началом Адольфа фон Байера и опубликованной в 1886 году. С 1887 года Неф продолжил свои исследования в университете Пердью, Лафайетт, штат Индиана. Первые самостоятельные работы Нефа были связаны с производными β-бензохинона и критиковали работы А. Хэнтжа. В результате этих исследований, Неф точно и тщательно описал большое количество соединений. По этой теме он опубликовал три статьи в Американском химическом журнале, одна из которых была переиздана на немецком языке в Liebigs Annalen.

### Предпосылки современной радикальной теории и теории переходного состояния
Дж. У. Неф и его школа занимались проблемами химической реакционной способности соединений углерода. Их работа предшествовала современной радикальной теории и современной теории переходного состояния. Поскольку электронная природа ковалентной связи в то время не была известна, Неф сделал акцент на численном значении валентности и на инициировании диссоциации связей в реакции.
Он начал с критики концепции Кекуле о том, что валентность углерода всегда равна четырём и изучил такие соединения, как окись углерода, изоцианиды и фульминаты, в которых углерод имеет более низкую валентность. Неф установил, что в этих веществах валентность углерода изменяется от 2 до 4 при добавлении одного незамещенного атома углерода. Он считал, что такие соединения углерода, как алкилгалогениды, сначала диссоциируют на реакционно-способный двухвалентный углеродный радикал, который далее может реагировать несколькими способами. При изучении реакции Вюрца он определил выход продуктов.
Эта теория диссоциации была действительно актуальной для своего времени.
Наша современная теория переходного состояния предзнаменована словами Нефа: «Кроме ионных, остальные реакции между двумя веществами всегда происходит за счёт их объединения с образованием продукта присоединения. Одна ненасыщенная молекула, находясь частично в активном молекулярном состоянии, поглощает вторую молекулу. В результате, продукт присоединения часто спонтанно распадается с образованием двух молекул».
Сейчас известно, что основным шагом в образовании свободных радикалов является гомолитический разрыв ковалентной связи с получением свободных радикалов, которые могут рекомбинироваться несколькими способами.
Эти радикалы не являются преимущественно двухвалентными, хотя в случае диссоциации диазометана современные химики нашли доказательства существования переходного метиленового радикала («карбена»).
Современный инструментарий электронного магнитного резонанса показывает, что свободные радикалы могут существовать бесконечно долго, когда попадают в дефекты кристаллической решётки. В настоящее время действительны объяснения Нефа касательно реакции получения карбиламина Готье (1869) с участием промежуточных радикалов дихлорметилена.

### Ненасыщенные соединения углерода
Когда Неф начинал свои первые работы по созданию тетрагалогено-производных р-бензохинона, использовались три формулы p-бензохинона. Из трёх в настоящее время принята одна, установленная на основе прочной экспериментальной базы Нефа. Затем он обратил своё внимание на натриевые соли ß-кето-сложных эфиров, в формуле которых, как он считал, металл должен быть присоединён к кислороду, а не к углероду. После натриевых солей ß-кето-эфиров Неф приступил к изучению натриевых солей первичных и вторичных нитроалканов. Он настаивал на енольной структуре для соли и показал, что кислота восстанавливается не из нитроалкана, а происходит образование карбонильного соединения. Способ синтеза карбонильного соединения из соли нитроалкана известен как одна из реакций Нефа. Неф установил истинную формулу фульминатов, которые ранее Либих и Гей-Люссак описали как соли двухосновных кислот. Он признал, что атом углерода в фульминовой кислоте, скорее всего, двухвалентен. В качестве убедительного доказательства этого факта он выделил гидрогалогенид фульминовой кислоты.
Неф также изучал синильную кислоту, её соли и алкил-изоцианиды. Он заинтересовался специфическим соединением 2(RNC) ·3HCl и веществами, полученными действием алкил-гипохлоритов на цианиды металлов. Он предпочитал структурную формулу Н-N=C для синильной кислоты и, как и многие химики-органики своего времени, он не любил таутомерию или перемещение структур, заявив, что «для объяснения поведения органического соединения одной формулы предостаточно». Он проводил исследования истинно двухвалентных соединений углерода, которые он начал с предположений о роли двухвалентного углерода во всех других органических реакциях. Эти предположения, подтверждённые большим количеством экспериментальных данных, были опубликованы в четырёх длинных статьях в Liebigs Annalen.
Неф изучил большое количество ненасыщенных соединений углерода, в том числе ацетилен. Он получил и исследовал моно- и ди-галогензамещенные алкины, которые были ядовитыми и самовозгорающимися соединениями. В ходе своих исследований по химии ацетилена, Неф ставил ацитилирование кетонов, реакцию, которая используется в наши дни и является ключевой стадией в коммерческом синтезе Витамина А.

### Диссоциация сахаров
В последний период жизни (1904—1915) Неф занимался изучением диссоциации сахаров в присутствии щелочей разной силы и различных окислителей в нейтральных, кислых и щелочных средах. Результаты этих исследований были представлены в трёх длинных статьях в Annalen, появившихся с интервалом в три года под названием «Диссоциации в сахарной группе». Эксперименты проводились в надежде, что они прольют свет на процесс ферментации сахаров.
Неф выделил сахариновые кислоты (щелочные продукты перестройки восстановленного сахара) и установил их структуры. Совместно с Оскаром Хеденбургом он обнаружил вторую кристаллическую форму глюконо- (и манноно-) лактона, сейчас известного, как нестабильный 1,5-лактон. Из альдонолактонов он синтезировал их ациклические эфиры. Неф показал, что окисление щелочного раствора альдоновой кислоты потоком воздуха привело к снижению концентрации альдозы. Доктор Ульрих использовал концепцию формирования ен-диола при объяснении сложных изменений, вызванных действием щелочи на сахар.

## Личная жизнь
Джон Ульрих был старшим из двух сыновей Йохана Ульриха и Анны Катерины Мок-Неф. Его отец работал на текстильной фабрике и в 1864 году иммигрировал в Америку, заинтересовавшись возможностями текстильной промышленности в этой стране. В 1866 году он привёз свою семью в США и построил им небольшой дом в четырёх милях от Хаусотоника. Его сыну было тогда четыре года и он проживал там до тех пор, пока ему не исполнилось шестнадцать. Отец привил юному Нефу любовь к книгам, музыке, спорту и работе.
Летом 1884 года Неф уехал учиться в Европу в сопровождении своего отца, который, заразился туберкулёзом. Лето они провели вместе в неподалеку от Фирвальдщтэттер, а затем его отец вернулся в Соединённые Штаты, где несколько месяцев спустя умер в возрасте пятидесяти лет. Это возложило на плечи Джона Ульриха ответственность по уходу за матерью, которая имела проблемы со здоровьем и умерла в 1910 году в Херисо, куда привёз её сын.
Хотя Джон Ульрих заявлял, что «учёный должен быть женат на своей науке», он женился 17 мая 1898 года в Рочестере, Нью-Йорк, на Луизе Бейтс Комсток, одной из своих студенток. Луиза Неф была очень образованной молодой женщиной, которая провела пять или шесть лет в Европе, путешествуя и получая образование. Она хорошо играла на пианино и, имея диплом в области химии, понимала профессию своего мужа. Молодая пара провела лето 1898 года, путешествуя по Европе. Их брак был счастливым, однако это продлилось не долго. Г-жа Неф умерла 20 марта 1909 года от пневмонии. Потеря жены стала большим горем для профессора Нефа, он никогда больше не женился. Единственный сын, Джон Ульрих Неф младший, родился 13 июля 1899 года.
Один из студентов Нефа, впоследствии профессор Уильям Ллойд Эванс, описал Нефа следующим образом: «Неф был довольно невысокого роста с массивным лбом и яркими, проницательными глазами. У него была всепоглощающая и заразная любовь к своей науке. Каждый увлекался быстротой его мысли, которая так опережала скорость его слов, что студенты могли делать только отрывочные записи. Его беспокойные стремления энтузиазма
по поводу задач, которыми он был поглощён, развило в нем появления резкости, которые доходили почти до нетерпения, когда исследование происходило не так гладко. Несмотря на эти интеллектуальные рвения, он обладал, однако, добродетельными человеческими качествами. Он был импульсивным и проводил свободное время в долгих прогулках в спортивном темпе. Он любил музыку и в сезон приходил слушать Чикагский симфонический оркестр каждую неделю».

### Личные качества
Джон Ульрих Неф был всесторонне развитым человеком. С юношества он пристрастился к плаванью и игре в теннис. Неф ценил музыку и искусство, регулярно посещал всевозможные концерты, питая особое пристрастие к творчеству Бетховена и Вагнера. В 1889 году, во время летних каникул в Швейцарии, Неф увлекся альпинизмом. Каждое лето, с 1891 по 1897 год, он проводил в Альпах, совершая многочисленные сложные подъёмы. В 1908 году Неф совершил трудный подъём в Эстес Парк, Колорадо, от Элькхорн Лодж на вершину Пик Лонга и обратно за один день. Лето 1915 года Неф вместе с шестнадцатилетним сыном провёл в канадских Скалистых горах. Однако вскоре он почувствовал себя плохо, а в конце июля он прибыл в Сан-Франциско. Медицинский осмотр показал, что он страдает от острой дилатации сердца. Он умер 13 августа 1915 года.

## Интересные факты
В юношестве, занимаясь подводным плаваньем, Неф повредил барабанную перепонку и практически оглох на правое ухо.
Несмотря на то, что Неф свободно говорил на немецком, он имел обыкновение посылать рукописи своему другу Йоханнесу Тиле для перевода.
Неф всегда очень пристально следил за порядком в лаборатории. Ходят истории о гневе, обрушившемся на голову несчастного аспиранта, когда доктор Неф вошел в лабораторию и нашёл сгоревшую спичку на полу,
Неф был темпераментным и импульсивным, и в 1894 году ректор Харпер был вынужден написать ему следующее: «Ваше письмо от 6 апреля было получено. Я не хочу, чтобы Вы осуществили план, указанный в нём и, надеюсь, что Вы не будете совершать опрометчивых поступков».
Один из студентов Нефа, впоследствии профессор Уильям Ллойд Эванс, описал Нефа следующим образом: «Неф был довольно невысокого роста с массивным лбом и яркими, проницательными глазами. У него была всепоглощающая и заразная любовь к своей науке. Каждый увлекался быстротой его мысли, которая так опережала скорость его слов, что студенты могли делать только отрывочные записи. Его беспокойные стремления энтузиазма по поводу задач, которыми он был поглощён, развило в нём появления резкости, которые доходили почти до нетерпения, когда исследование происходило не так гладко. Несмотря на эти интеллектуальные рвения, он обладал, однако, добродетельными человеческими качествами. Он был импульсивным и проводил свободное время в долгих прогулках в спортивном темпе. Он любил музыку и в сезон приходил слушать Чикагский симфонический оркестр каждую неделю».